# Daniel Lindhagen
Daniel Lindhagen, född 22 mars 1750 i Skeda socken, Östergötlands län, död 10 mars 1819 i Askeby socken, Östergötlands län, var en svensk präst.

## Biografi
Daniel Lindhagen föddes 22 mars 1750 på Målbäck i Skeda socken. Han var son till gästgivaren Daniel Lindenhagen och Margareta Schenling. Lindhagen blev höstterminen 1770 student vid Uppsala universitet. Han var mellan 1772 och 1777 subkantor i Linköping och prästvigdes 12 maj 1774. Lindhagen blev i juni 1778 hospitalspredikant i Linköpings församling och slottspredikant på Linköpings slott. Den 5 augusti 1782 tog han pastoralexamen och blev 28 april 1784 komminister i Sankt Lars församling, Linköpings pastorat, med tillträde samma år. Lindhagen blev 4 februari 1795 kyrkoherde i Askeby församling, Askeby pastorat, med tillträde samma år. Han avled 10 mars 1819 i Askeby socken.

### Familj
Lindhagen gifte sig 14 januari 1777 med Maria Margareta Strandberg (1750–1803). Hon var dotter till sämskmakaren Isac Strandberg och Helena Blädring i Linköping. De fick tillsammans barnen Daniel Tiburtius, Helena Margareta, Anna Catharina (1780–1855), Isac (1782–1833), Samuel (1784–1807), Eva Sophia (1786–1786), Ulrica Charlotta (1788–1788) och Carl Israel.